# Stiftlassen

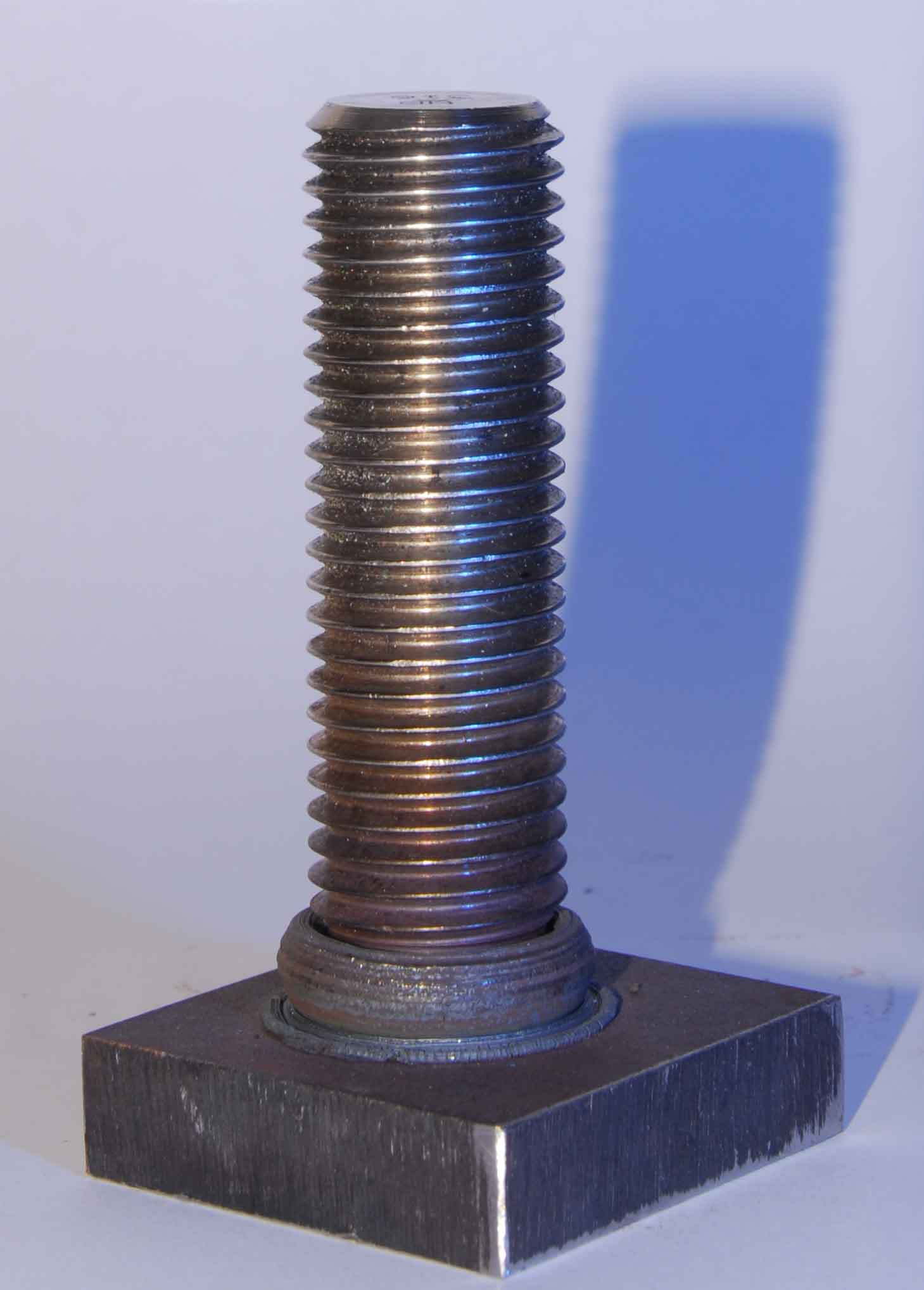
Voorbeeld van een boutlas

Stiftlassen of boutlassen is een lasprocedé waarbij een metalen staafje vanuit een pistool aan een ondergrond wordt gehecht.

## Kenmerken
Stiftlassen wordt vooral gebruikt om metalen pennetjes of kleine bouten (men spreekt dan ook wel van 'boutlassen') of andere kleine dingen zoals bussen met binnenschroefdraad, op een plaat te bevestigen.
Door de aanwezigheid van een elektrische boog en een smeltbad, en door het toepassen van grote druk, is stiftlassen een combinatie van booglassen en druklassen.

## Proces

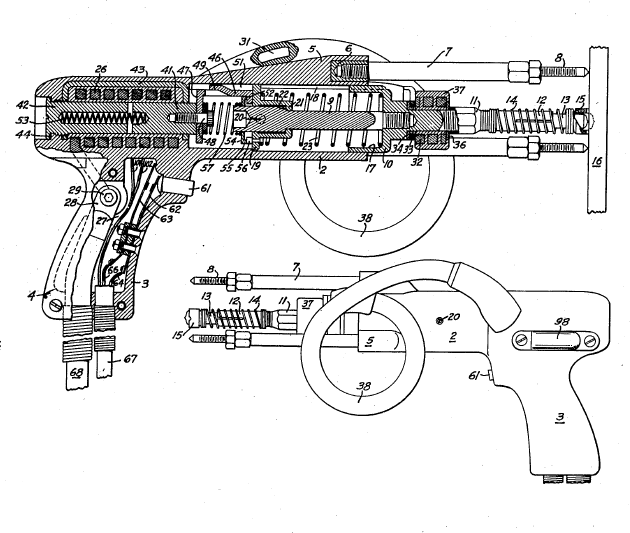
Ted Nelson stiftlaspistool, 1944

Er zijn twee methoden die iets verschillen:
- condensatorstiftlassen, ook wel percussielassen genoemd;
- vlamboogstiftlassen.

Bij de eerste methode, die vooral voor dun en klein materiaal wordt gebruikt, wordt de boog opgewekt door de ontlading van een condensator; bij de tweede methode, die voor wat dikker materiaal gebruikt wordt waarbij een wat diepere doorlassing nodig is, wordt een elektrische boog opgebouwd die enige tijd (0,1-2 seconde) standhoudt.
De te lassen stift wordt in een pistool gebracht en bij het inschakelen van de machine wordt er kortstondig een elektrische boog tussen de stift en het materiaal getrokken waardoor het oppervlak van stift en werkstuk viskeus wordt. De stift wordt meteen daarna, meestal door een veer, met kracht op het werkstuk vast geschoten. Om te zorgen dat de ontlading midden in de stift ontstaat en het smeltbad op de goede plaats ontstaat, wordt de stift puntig uitgevoerd.
Doordat condensatorstiftlassen in zeer korte tijd gebeurt (in de orde van 1-3 ms.), is geen afscherming tegen de buitenlucht (bijvoorbeeld met een beschermgas) nodig. Bij het vlamboogstiftlassen, waarbij de boog wat langer staat om een diepere inbranding te verkrijgen, wordt wel afscherming gebruikt, met beschermgas of een keramische ring om de stift heen.

## Toepassingen
Dit lasproces wordt vaak geautomatiseerd gebruikt. De belangrijkste toepassing ligt in de productie van apparaten. Maar het is ook goed mogelijk handmatig op deze manier te lassen. Er bestaan apparaten die meerdere stiften tegelijk kunnen lassen, wat - naast de hogere verwerkingssnelheid - het voordeel heeft dat alle bouten de juiste afstand hebben en gelijk gericht zijn. Zo kunnen twee bouten dienen voor het bevestigen van een ophangpunt aan een verwarmingsradiator of van een handvat aan een pan.
Boutlassen wordt ook wel voor zwaardere toepassingen gebruikt, bijvoorbeeld om schroefdraadeinden op een stalen brugdek te bevestigen.

## Voor- en nadelen

### Voordelen
- Hoge verwerkingssnelheid: Handmatig is het mogelijk tot 8 stiften per minuut te lassen; geautomatiseerd tot 20/min.
- Eénzijdige bevestiging op plaat waarbij de plaat niet doorboord wordt, in tegenstelling tot bout-moerverbindingen enz.
- Zeer geschikt voor volledig geautomatiseerde processen, zoals productie-industrie.
- Bij handmatig gebruik is deze techniek zeer eenvoudig te leren.
- Nagenoeg geen kans op temperatuurvervormingen, doordat de warmte zeer lokaal wordt aangebracht en er snel afkoeling optreedt.
- De warmte-beïnvloede zone is zeer klein.
- Het is mogelijk om ongelijke materialen aan elkaar te bevestigen.
- Door de beperkte en zeer gelokaliseerde warmte-inbreng kan op zeer dun plaat gelast worden.
- Doordat geen toevoegmateriaal of beschermgas nodig is, kan een stiftlaspistool compact zijn en eenvoudig meegenomen worden.
- Mits de parameters goed zijn ingesteld, kan er bijna niets fout gaan. De kans op lasfouten is uiterst klein. Stiftlassen is zelfs mogelijk op verzinkte of vervuilde ondergrond.

### Nadelen
- Alleen geschikt voor het lassen van betrekkelijk kleine voorwerpen, omdat bij grotere voorwerpen een asymmetrische boog kan ontstaan, met gevolg een onvolledige las.
- Percussielassen is alleen mogelijk bij gelijkvormige voorwerpen.
- Het is een zeer specifiek lasproces: een stiftlas-apparaat is niet voor andere doelen te gebruiken.